# Irena Szydłowska
Irena Szydłowska   (Lviv, 28 de gener de 1928 - Varsòvia, 14 d'agost de 1983) va ser una tiradora amb arc polonesa que va competir durant les dècades de 1960 i 1970.
El 1972 va prendre part en els Jocs Olímpics de Múnic, on va guanyar la medalla de plata en la prova individual femenina del programa de tir amb arc. Quatre anys més tard, als Jocs de Mont-real, fou vintena en la mateixa prova.
En el seu palmarès també destaquen una medalla d'or i una de bronze al Campionat del món de tir amb arc de 1967, una d'or al de 1971 i tres campionats nacionals.